# Venantas Lašinis
Venantas Lašinis (26 de febrer de 1997) és un ciclista lituà, professional des del 2016. Actualment a l'equip Kaunas Cycling Team. Combina la carretera amb el ciclisme en pista i el ciclocròs. En el seu palmarès destaca el Campionat de Lituània en ruta de 2022 i el Campionat de Lituània de ciclisme en contrarellotge de 2024.

## Palmarès
- 2017
  -  Campió de Lituània sub-23 en contrarellotge
- 2022
  -  Campió de Lituània en ruta
  -  Campió de Lituània de critèrium
- 2024
  -  Campió de Lituània en ruta
  -  Campió de Lituània en contrarellotge